# Little Houghton (Northamptonshire)
Little Houghton is een civil parish in het bestuurlijke gebied South Northamptonshire, in het Engelse graafschap Northamptonshire met 403 inwoners.